# Ядвіга Зульцбаська
Ядвіга Зульцбаська, повне ім'я Марія Ядвіга Августа Пфальц-Зульцбаська (нім. Marie Hedwig Auguste von Pfalz-Sulzbach), (15 квітня 1650—23 листопада 1681) — пфальцграфиня Зульцбаська, донька пфальцграфа Зульцбаського Крістіана Августа та Амалії Нассау-Зігенської. Три тижні була одружена з ерцгерцогом АвстрійськимСигізмундом Францем, згодом — дружина герцога Саксен-Лауенбурзького Юліуса Франца.

## Біографія
З'явилась на світ 15 квітня 1650 найстаршою дитиною в родині пфальцграфа Зульцбаського Крістіана Августа та його дружини Амалії Нассау-Зігенської. Згодом у неї народилися сестра та троє братів, двоє з яких померли у ранньому віці.
3 червня 1665 року відбувся шлюб 15-річної Ядвіги із ерцгерцогом Австрії Сигізмундом Францем, старшим від неї на 20 років. Весілля проходило у зульцбаській каплиці. Наречений на церемонії був відсутній, замість нього виступав його представник. Фактично шлюб не був здійснений, адже Сигізмунд помер у Інсбруку, куди виїхав зустрічати дружину, через кілька тижнів після укладення шлюбу.

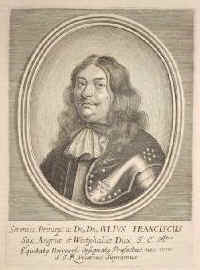
Юліус Франц

Вдруге Ядвіга одружилася у неповних 18 років із герцогом Саксен-Лауенбурзьким Юліусом Францем. Вінчання знову проходило у Зульцбаху. На честь цього батько нареченої, Крістіан Август, встановив у церкві пам'ятний камінь. У шлюбі народила три доньки.
Померла Марія Ядвіга восени 1681 року. 
Чоловік більше не одружувався і помер за вісім років після дружини, так і не маючи нащадків чоловічої статі. Владу в герцогстві незаконно захопив Георг Вільгельм Люнебурзький, що вторгся із військом на територію Саксен-Лауенбурга, попри те, що законною спадкоємицею була Анна Марія Франциска.

## Родина
Чоловік — Юліус Франц, герцог Саксен-Лауенбурзький
Діти:

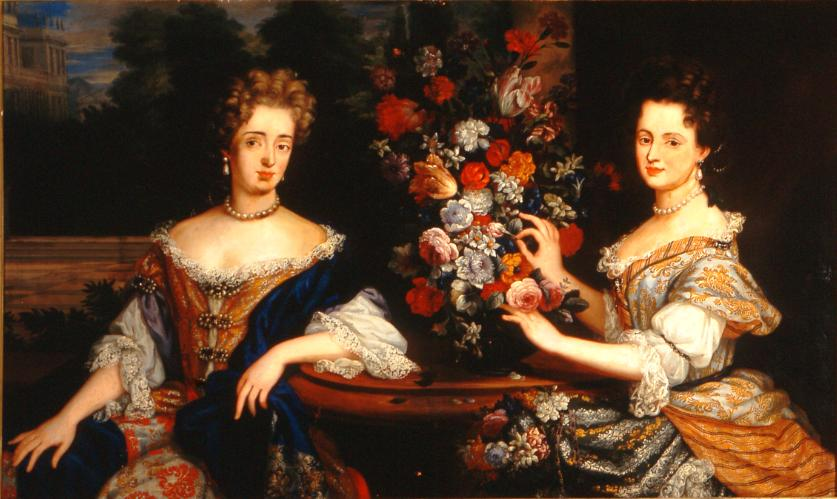
Доньки у дорослому віці

- Марія Анна Терезія (1670—1671) — змерла немовлям.
- Анна Марія Франциска (1672—1741) — одружена із Філіпом Вільгельмом Нойбурзьким, згодом — з великим герцогом Тосканським Жаном Гастоном де Медичі, мала двох дітей від першого шлюбу.
- Франциска Сібілла Августа (1675—1733) — одружена з маркграфом Баден-Баденським Людвігом Вільгельмом, мала дев'ятеро дітей.

Генеалогія